# الراحة (ريمة)

تعديل مصدري - تعديل

قرية الراحة  هي إحدى قرى عزلة البيادح الواقعة ضمن مديرية الجعفرية التابعة لمحافظة ريمة، بلغ تعداد سكانها (111) نسمة حسب تعداد اليمن لعام 2004.

## المحلات التابعة للقرية
- باب الزنج

## روابط خارجية
- الدليل الشامــل